# Casa 7
Casa 7 foi um grupo artístico brasileiro formado nos anos 1980. Era formado por  Nuno Ramos, Carlito Carvalhosa, Fabio Miguez, Paulo Monteiro e Rodrigo Andrade, tendo sido considerado emblemático para a arte da época. O grupo trabalhava com criações coletivas, sendo as obras com tinta industrial sobre grandes folhas de papel, geralmente papel kraft, marcas do grupo. O nome do grupo teve origem na localização do ateliê em que os artistas se reuniam: a casa número 7 de uma vila, hoje demolida, na Rua Cristiano Viana 453, no bairro de Pinheiros, na cidade de São Paulo.